# یواس‌اس آندروود (اف‌اف‌جی-۳۶)
یواس‌اس آندروود (اف‌اف‌جی-۳۶) (به انگلیسی: USS Underwood (FFG-36)) یک کشتی است که طول آن ۴۵۳ فوت (۱۳۸ متر), در کل می‌باشد. این کشتی در سال ۱۹۸۲ ساخته شد.